# 红星电影院 (青岛)
36°4′1.5″N 120°18′49.5″E / 36.067083°N 120.313750°E
红星电影院，或称红星影院，曾用名福禄寿大戏院，是原址位于中国山东省青岛市市南区中山路61号的一处电影院，其建筑建于1902年，原为糕点店、餐厅，1921年改为电影院。1977年至1979年拆除重建，曾经是青岛市最大的电影院，2004年拆除。

## 历史

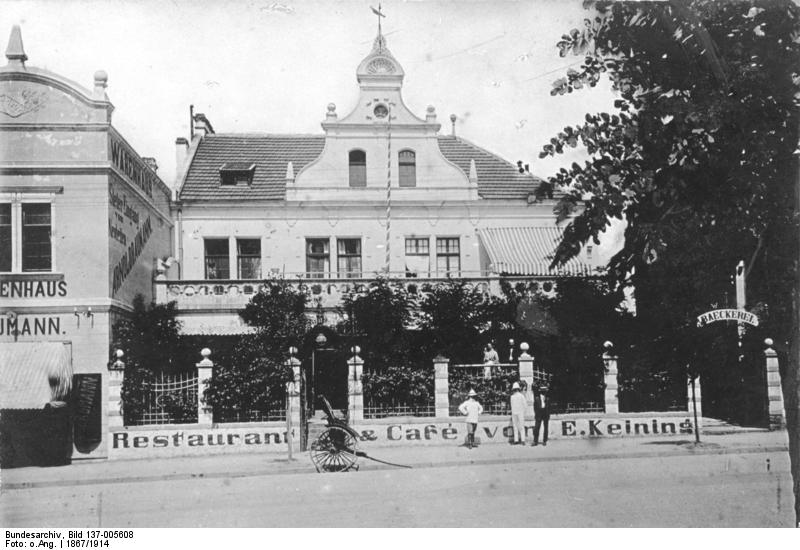
凯宁咖啡餐厅

红星电影院址最初建筑建于1902年，为德国人威廉·里希特（Wilhelm Richter）开设的面包糕点店，1904年迁至直隶街（今河北路）。1904年9月，德国人恩斯特·凯宁（Ernst Keining）申请在此开店，于是在此开设凯宁咖啡餐厅（Restaurant & Café von E. Keining）。1914年日军占领青岛后，凯宁于1916年被日军逮捕关入战俘营。
1921年，此处被英国商人改建为剧院兼电影院，名为“中西大影戏园”，当时仅有400个活动座椅，附设茶食糕点部。1923年经历改建，并改名为“中国大舞台电影馆”，以放映无声电影为主，多为欧美电影，也有部分中国风景影片，有时晚上举行舞会，或电影戏剧合演，下午1点至5点放映，晚上7点开演。1925年2月，经孙中山委任为国民会议特派宣传员的中国共产党兼中国国民党党员王尽美，经中共青岛支部书记邓恩铭、国民党左派鲁佛民等人协助下，在中国大舞台电影馆召集青岛各界30多个团体300余人集会，宣讲孙中山革命主张，号召拥护孙中山提出召开国民会议的倡议，会后成立青岛国民会议促成会。
1927年，影院经全面翻新改造，门前设小平台，门内为过厅，过厅后为观众厅，有固定座位500个，同年11月13日落成开幕，更名为“福禄寿大戏院”（Folozu Theatre）。影院每天放映两场，分别为下午5点15分和晚上8点半，周六周日各增加一场。据记载，该影院“对于名贵影片不惜重金租演”，开幕4个月又17日后统计观众人数达51238人次，“开青岛电影界未有之盛况”。1930年代初开始放映有声电影，1930年代中期开始每天放映电影4场，后期增加到连续5场，多放映好莱坞影片，时而演出歌舞、戏剧，明月歌舞团曾在此演出。该影院长期由英国人经营，1947年改由上海资本家王淮臣接管，赵星火、陈嘉惠代理经营。

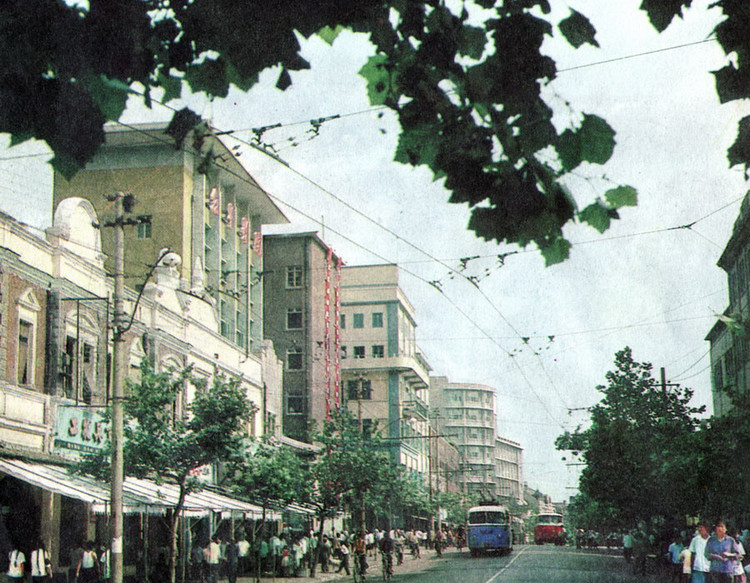
1980年代的中山路（肥城路路口以南），照片中的高层建筑自左至右为红星电影院、青岛饭店、第一百货商店

1949年6月青岛解放后，电影院以放映中国电影为主。1956年5月1日改名“福禄寿新闻电影院”，专门放映新闻纪录片、科教片。1958年，影院由公私合营改为国营，并全面维修，增加至750个座位，放映机改为中国产松花江牌电影放映机，影院改名“红星电影院”。1975年，影院经上级批准拆除重建，由山东省文化厅和青岛市财政共同出资50万元，重建为4层，设座席1070个（楼上390个，楼下680个），有东风牌放映座机两台，1979年完工（一说1977年1月竣工）。1982年购置金属银幕。1987年3月21日，影院被广电部授予“1986年度全国电影发行放映系统先进单位”称号。同年，影院自筹资金将主体建筑由原来的4层增加到5层，新增面积1180平方米。此后，山东省文化厅和青岛市文化局出资50万元，将其改造成为立体声电影院。1997年由青岛雄业实业有限公司投资680万元人民币（含100万停业补偿）对电影院进行全面改造，增加营业面积1642平方米，使经营面积达到4400平方米，共设三个电影厅、四个影视厅，成为功能齐全的综合性电影院。2000年底，影院整修重开了音乐茶座、棋牌室、影视温馨厅数间。
2001年，青岛市人民政府原计划对影院维修改造，但因影院处于中山路改造范围内，因此暂缓改造。2003年12月，影院停业。2004年3月18日，红星电影院拆除。同期同街区被拆除的还有中山路肥城路路口的福利洋行商业综合楼、宝满洋行、肥城路4号、肥城路6号、中山路曲阜路路口的青岛饭店等建筑。该街区现为悦喜客来商场。